# Scania-Vabis 314
Scania-Vabis 314/324/325 är en serie lastbilar, tillverkade av den svenska biltillverkaren Scania-Vabis mellan 1925 och 1936.

## Bakgrund
Fram till 1927 tillverkade Scania-Vabis sina bilar på två orter: hos Scania i Malmö och hos Vabis i Södertälje. Bilarna byggdes helt efter kundens önskemål. Detta förfarande blev mycket kostsamt och trots att Scania-Vabis bilar var mycket dyra gick företaget i konkurs 1921. Efter rekonstruktionen satsade man på en ”standardlastbil” som började tillverkas i Södertälje 1925. Med den nya lastbilen påbörjades den standardisering av komponenter och minimering av antalet varianter som gjort Scania till en av världens mest lönsamma lastbilstillverkare.

## Scania-Vabis 314
Scania-Vabis nya lastbil hade till skillnad från de äldre modellerna toppventilmotor, fyrväxlad växellåda placerad direkt efter motor och koppling, kardandrift, luftfyllda däck och täckt hytt. Toppfarten uppgick till den svindlande hastigheten av 40 km/h, en fördubbling jämfört med de äldre lastbilarna.
Den minsta modellen 314 hade en lastförmåga på 1,5 ton. Bilen hade en fyrcylindrig 3,5-litersmotor men snart tillkom en större 4,3-litersvariant. Den lätta 314-modellen försvann redan 1927.

## Scania-Vabis 325
1925 kom även den större 325 med en lastförmåga på 2 till 3 ton. Bilen hade en fyrcylindrig 4,3-litersmotor och tillverkades fram till 1936.

## Scania-Vabis 324
Från 1928 såldes Scania-Vabis standardlastbil även med sexcylindrig motor under namnet 324. Modellen tillverkades fram till 1934 och några bilar såldes även med fyrcylindrig motor.

## Motorer
| Modell      | Årsmodell | Motor                    | Cylindervolym | Effekt | Bränslesystem   |
| ----------- | --------- | ------------------------ | ------------- | ------ | --------------- |
| 314         | 1925-26   | 1444: 4-cyl radmotor ohv | 3461 cm³      | 36 hk  | Enkel förgasare |
| 314,324,325 | 1925-36   | 1544: 4-cyl radmotor ohv | 4273 cm³      | 50 hk  | Enkel förgasare |
| 324         | 1928-34   | 1461: 6-cyl radmotor ohv | 5784 cm³      | 75 hk  | Enkel förgasare |
| 324         | 1929-34   | 1561: 6-cyl radmotor ohv | 6408 cm³      | 80 hk  | Enkel förgasare |